# ميخائيل جونسون (لاعب كرة قدم أسترالية)
ميخائيل جونسون (بالإنجليزية: Michael Johnson)‏ هو لاعب كرة قدم أسترالية أسترالي، ولد في 20 أكتوبر 1984.

## وصلات خارجية
- مايكل جونسون على موقع AustralianFootball.com (الإنجليزية)
- مايكل جونسون على موقع AFLtables.com (الإنجليزية)